# Абель, Норман
Норман Абель (также Норман Эйблс, англ. Norman Abeles) — американский психолог австрийского происхождения.

## Биография
Норман Абель родился в Вене в 1928 году. Образование получил сначала в Нью-Йоркском университете (в 1949 году получил степень бакалавра), а затем в Техасском университете (Остин) (степень магистра в 1952 году).
В 1958 году в том же университете получил степень доктора философии. С 1968 года является профессором психологии Университета штата Мичиган. C 1997 по 1998 год был президентом Американской психологической ассоциации.
Норман Абель, вместе с коллегами, создал крупнейший в США архив психотерапевтических аудиозаписей. В круг его исследований входили аспекты взаимодействия настроения и памяти. Своими работами оказал влияние на развитие профессиональной психологии в США. Являлся редактором нескольких ведущих изданий по профессиональной психологии. Известны его работы в области клинической нейропсихологии, психотерапии, консультационной и правовой психологии.